# Grattage (peinture)
Pour les articles homonymes, voir Grattage.

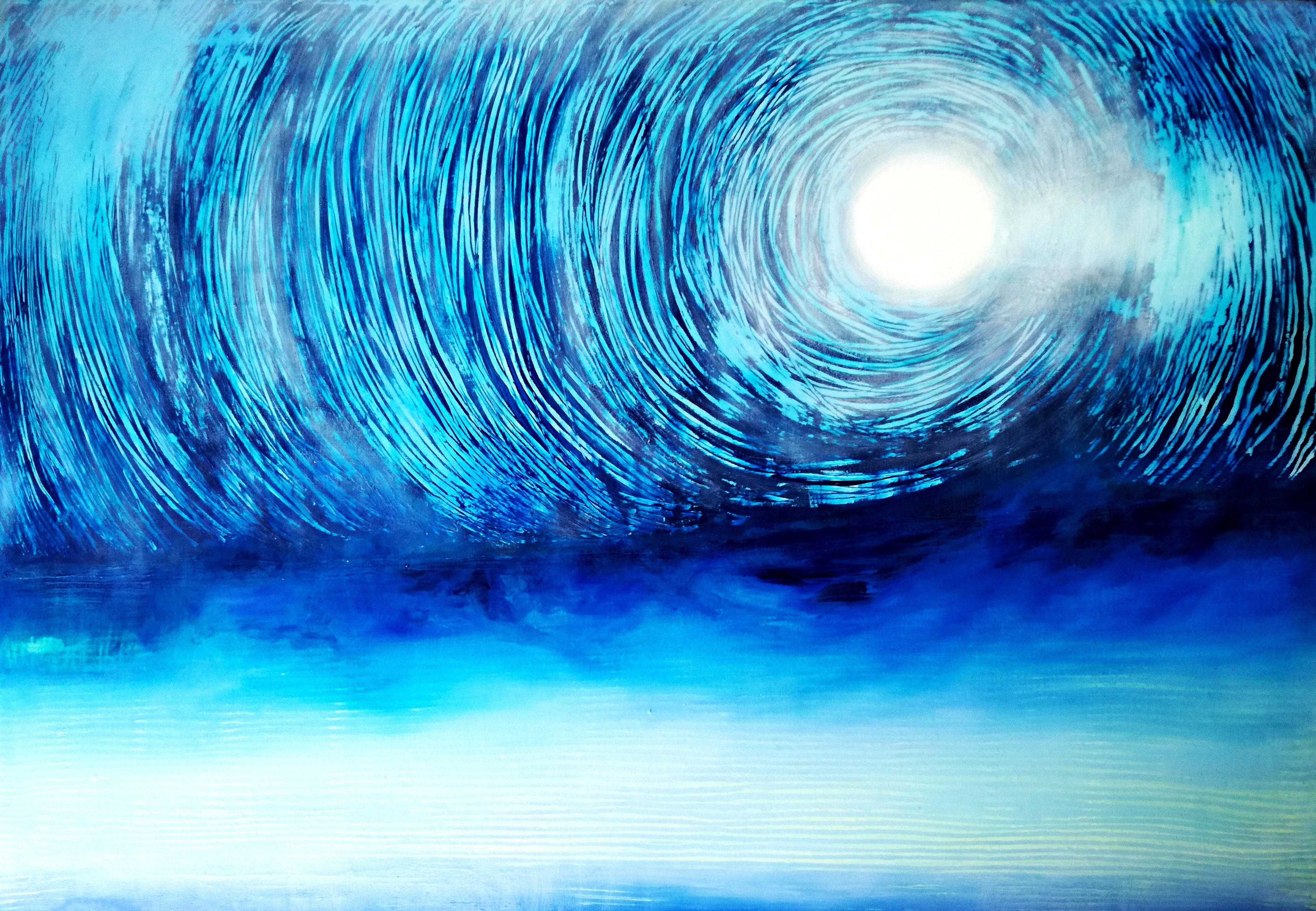
Exemple de grattage.

Le grattage est une technique picturale de la peinture surréaliste qui consiste à « gratter » de la peinture fraîche avec une lame tranchante,.
Cette technique consiste généralement à gratter et à enlever le pigment chromatique étalé sur un support préparé (la toile ou un autre matériau) afin de déplacer la surface et de la rendre dynamique ou pour créer une forte impression de texture ou de motif sur la surface du plan de l'image,.
Cette technique a notamment été utilisée par Max Ernst,, Joan Miró et plus tard par des artistes informels.

## Technique et matériaux

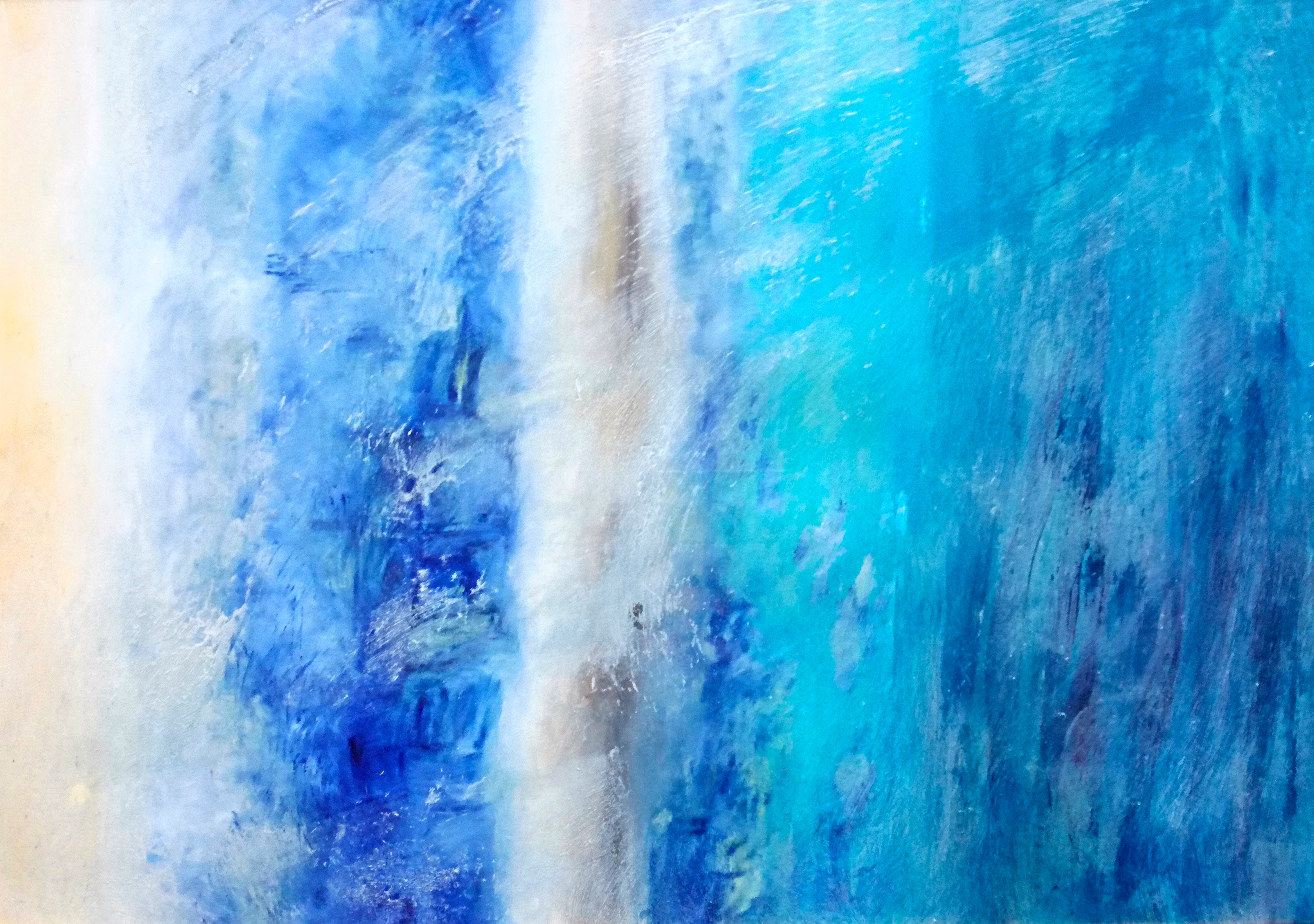
Soffio Vitale de Giovanni Guida.

Dans cette technique picturale, en plus de l'utilisation de pinceaux et de spatules, l'artiste expérimente des outils courants et des objets du quotidien, tels que des éponges, des brosses en acier, des stylets, des scalpels, des pointe, des lames de rasoir et des petits blocs de métal.
Ces outils et d'autres sont ainsi utilisés pour simuler des motifs naturels ou pour en créer de nouveaux. Les rayures créées font ressortir les couleurs des couches picturales sous-jacentes et créent des contrastes chromatiques. Le grattage des couches superficielles de peinture sur un assortiment d’objets sert à stimuler l’esprit à s’engager dans le processus automatique de « découverte » d’images cachées dans ses recoins les plus intimes.

## Artistes
Max Ernst redécouvre la technique du frottage ; en 1927, il transpose cette technique de dessin — généralement appliquée au papier — à la peinture à l'huile, créant ainsi le procédé du grattage. Le grattage a permis à Max Ernst de libérer des forces créatrices pleines de suggestions et d'évocations, moins théoriques et plus inconscientes et spontanées.
Cette technique a été affinée par l'artiste Hans Hartung. Par ce procédé, il parvient à la sublimation de ses gestes picturaux typiques, créant un nouvel alphabet de signes s'appuyant sur des outils pointus, des pinceaux convenablement modifiés et des rouleaux.
Dans le « néo-grattage » monochrome art figuratif, Matvey Slavin (en) développe davantage la technique dans sa série des Peintures gravées,.